# Anna Kantová
Anna Kantová, křtěná Anna Františka (4. března 1889 v Kralovicích na Plzeňsku – 23. října 1965 v Praze) byla za svého života velmi uznávaná pedagožka.

## Život
Narodila se v Kralovicích na Plzeňsku, v rodině celního inspektora Antonína Kanta. Nejdříve učila ve Velkém Borku na Mělnicku, poté na Roudnicku. Měla kvalifikaci pro I. obor pro školy měšťanské s předměty: dějepis, jazyk český, zeměpis. Následně udělala zkoušky i z II. a III. oboru. Od roku 1918 vyučovala v Praze, sama se však také neustále vzdělávala. Byla jedním z prvních studentů na bývalé škole vysokých studií pedagogických v Praze. Zde se seznámila s lidmi, kteří usilovali o reformu základního všeobecného školského systému. 1930 –1931 byla redaktorkou Listu říšského svazu čs. učitelek. Učila na pokusné diferencované škole měšťanské v Praze-Nuslích. Za protektorátu byla penzionována, po válce reaktivována. Poté působila mimo činnosti učitelské i jako zemská školní inspektorka. V roce 1948 byla znovu propuštěna a po čase opět reaktivována. Definitivně do důchodu šla v roce 1953. Pozůstalost se nachází v muzeu Jana Amose Komenského v Praze.

## Díla
- Abeceda školské reformy: informační brožura se soupisem literatury pro vzorové (reformní) školy a pro studium školské reformy (1938)
- Naše úsilí o novou školu: slovo ke všem (1938)
- Pokusné školy v demokracii: [anketa a informace o pokusných školách (1934)
- Společenská škola: žákovská samospráva, školní kluby a společná shromáždění na škole II. stupně (1934)
- Učitel a žák (1947)